# Polyrhachis foreli
Polyrhachis foreli är en myrart som beskrevs av Kohout 1989. Polyrhachis foreli ingår i släktet Polyrhachis och familjen myror. Inga underarter finns listade i Catalogue of Life.